# Henri Wernli
Henri Wernli (ur. 3 czerwca 1898 w Bernie, zm. 3 czerwca 1961 w Schwarzenbergu) – szwajcarski zapaśnik walczący w stylu wolnym. Dwukrotny olimpijczyk. Wicemistrz z Paryża 1924 i piąty w Amsterdamie 1928. Startował w kategorii +87 kg.
Podczas turnieju w Paryżu w 1924 wygrał pojedynki z Francuzem Edmondem Dame'em i Szwedem Johanem Richthoffem, a po porażce z Amerykaninem Harrym Steelem wygrał rywalizację o srebrny medal, pokonując Szweda Ernsta Nilssona i Brytyjczyka Archiego MacDonalda.
W Amsterdamie w 1928 pokonał Belga Léona Charliera i przegrał z Amerykaninem Donem George’em, kończąc rywalizację na 5 pozycji.